# Instituto Geográfico e Histórico da Bahia
Instituto Geográfico e Histórico da Bahia (IGHB) MHM é uma instituição que reúne os pesquisadores e estudiosos destacados nas áreas de Geografia, História, Sociologia e ciências afins no estado brasileiro da Bahia. 

## História

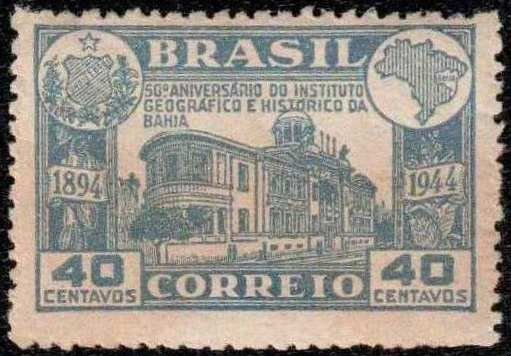
Selo postal dos 50 anos da instituição.

Foi fundado em 13 de maio de 1894, sob auspícios do então governador da Bahia Rodrigues Lima, em Salvador. O IGHB possui a maior coleção de jornais, datados desde o século XIX até a atualidade. É também conhecida como Casa da Bahia em razão de contar com a memória histórica e cultural do estado — a instituição possui o maior acervo cartográfico da Bahia, o que permite à sociedade conhecer a origem dos atuais 417 municípios. Considerada de utilidade pública federal, conforme a Lei 9.790, de 23 de março de 1999.
Sua fundação foi precedida pelo Instituto Histórico da Bahia, que funcionou entre os anos de 1856 a 1877. A 21 de junho de 1994 foi feito Membro-Honorário da Ordem do Mérito de Portugal.
Sua sede está localizada à Avenida Sete de Setembro, esquina com a Praça da Piedade, numa imponente edificação de estilo neoclássico. Possui biblioteca aberta aos pesquisadores, além de arquivo e museu; promove a coleta de documentos particulares, livros e objetos. Realiza palestras, congressos, encontros e seminários, tendo como tema a história, cultura e dados sobre a Bahia. O Instituto promove a publicação de livros e estudos, além da periódica e secular Revista do IGHB, que são verdadeiras fontes de referência para a pesquisa geo-historiográfica do estado baiano.
É presidido por um dos membros, em mandatos bianuais. Dentre seus membros mais ilustres contam-se o engenheiro Teodoro Fernandes Sampaio, o intelectual polímata Manuel Querino, os fundadores Horácio Urpia Júnior, Tranquilino L. Torres, Estanisláo Przewodowski e Brás do Amaral, historiadores como Luiz Vianna, Jaime de Sá Menezes e Pedro Calmon. Dentre os atuais membros conta com o etnógrafo Raul Lody e outros.[carece de fontes?]